# Wake Up Dead
«Wake Up Dead» es una canción de la banda estadounidense de thrash metal Megadeth, lanzada en 1986 como el segundo sencillo de su álbum Peace Sells... but Who's Buying?. Escrita por el vocalista y guitarrista Dave Mustaine, la canción se ha convertido en una de las más emblemáticas del grupo y es una pieza habitual en sus presentaciones en vivo.

## Composición y temática
La letra de «Wake Up Dead» describe la historia de un hombre que engaña a su pareja y teme que ella lo mate si descubre la infidelidad. Dave Mustaine reveló que la canción se inspiró en una experiencia personal en la que vivía con una mujer por necesidad de alojamiento, mientras mantenía una relación con otra persona.

## Estructura musical
La canción se caracteriza por su estructura dinámica, con cambios de tempo y una combinación de riffs pesados y solos técnicos. La pieza destaca por su energía y complejidad, elementos distintivos del estilo thrash metal de Megadeth.

## Video musical
El videoclip de «Wake Up Dead» fue dirigido por Penelope Spheeris y lanzado en 1987. En el video, la banda toca dentro de una jaula metálica mientras una multitud de fans intenta ingresar, trepando y finalmente rompiendo la estructura para unirse al grupo. El video es reconocido por su estética cruda y energética, reflejando la intensidad de la música.

## Recepción y legado
«Wake Up Dead» es considerada una de las canciones más representativas de Megadeth y del thrash metal en general. Ha sido incluida en numerosas listas de las mejores canciones de la banda, ocupando el puesto número 3 en una selección de Billboard y el número 7 en un ranking de Louder Sound.

## Presentaciones en vivo
La canción ha sido interpretada en la mayoría de las giras de Megadeth desde su lanzamiento, incluyendo la «Wake Up Dead Tour» (1986–1987), que promovió el álbum Peace Sells... but Who's Buying?. Una actuación destacada ocurrió en 2005 durante el concierto en Buenos Aires, Argentina, que fue grabado y lanzado en el DVD That One Night: Live in Buenos Aires.

## Versiones y colaboraciones
En 2022, la banda estadounidense de metal Lamb of God lanzó una versión de «Wake Up Dead» en colaboración con Dave Mustaine. La grabación incluyó contribuciones de todos los miembros actuales de Megadeth en ese momento y fue parte de la promoción de la gira conjunta "Metal Tour of the Year".

## Lista de canciones
Vinilo de siete pulgadas
1. «Wake Up Dead»
2. «Good Mourning / Black Friday» (en vivo)

Vinilo de doce pulgadas y casete
1. «Wake Up Dead»
2. «Good Mourning / Black Friday» (en vivo)
3. «Devil's Island» (en vivo)